# Grillo (meccanica)

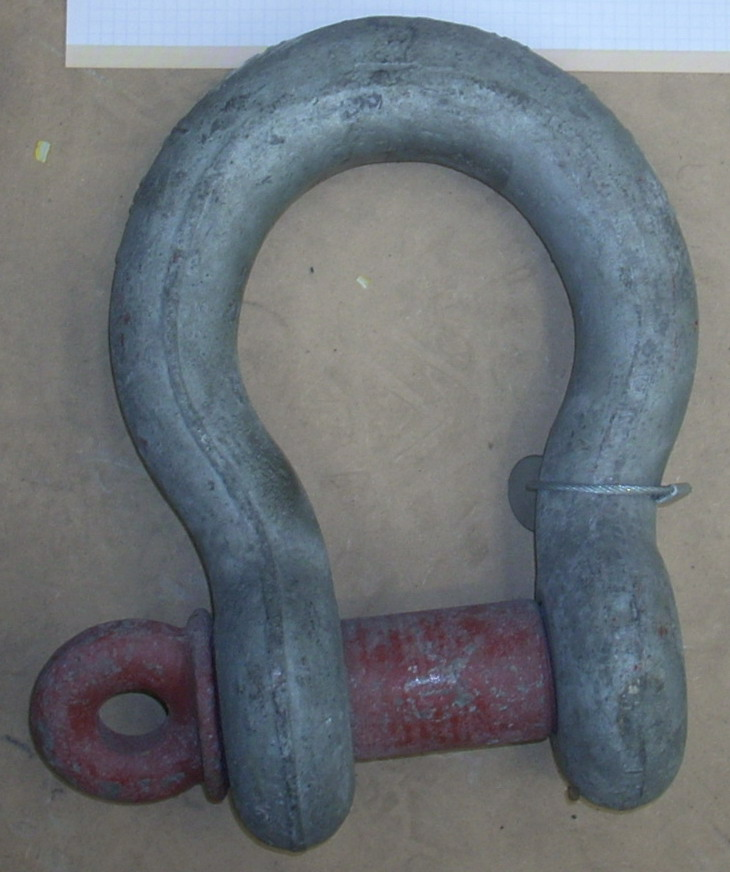

Un grillo (o maniglione) è un pezzo di acciaio forgiato costituito da una staffa, la cui forma può essere variabile (U, lira, rotonda), chiusa da un asse mobile che può essere un semplice perno avvitabile o un sistema più sofisticato.
Il grillo viene utilizzato per collegare, generalmente in via provvisoria, una fune o una catena con oggetti su cui la trazione deve essere esercitata in verticale o in orizzontale. La connessione può essere effettuata direttamente sull'oggetto, se quest'ultimo comprende un anello o un golfare, oppure mediante una corda, una imbracatura o una catena fissata all'oggetto.
I grilli sono molto diversi per dimensioni, sezione e forma per adattarsi al contesto del loro utilizzo. Questo strumento è utilizzato da persone nelle costruzioni, lavori pubblici, silvicoltura e attività marittime.

## Tipi
Esistono molti tipi di grillo, più o meno sofisticati, con forme e caratteristiche differenti in funzione dell'impiego. I tipi generali più comuni sono i seguenti.

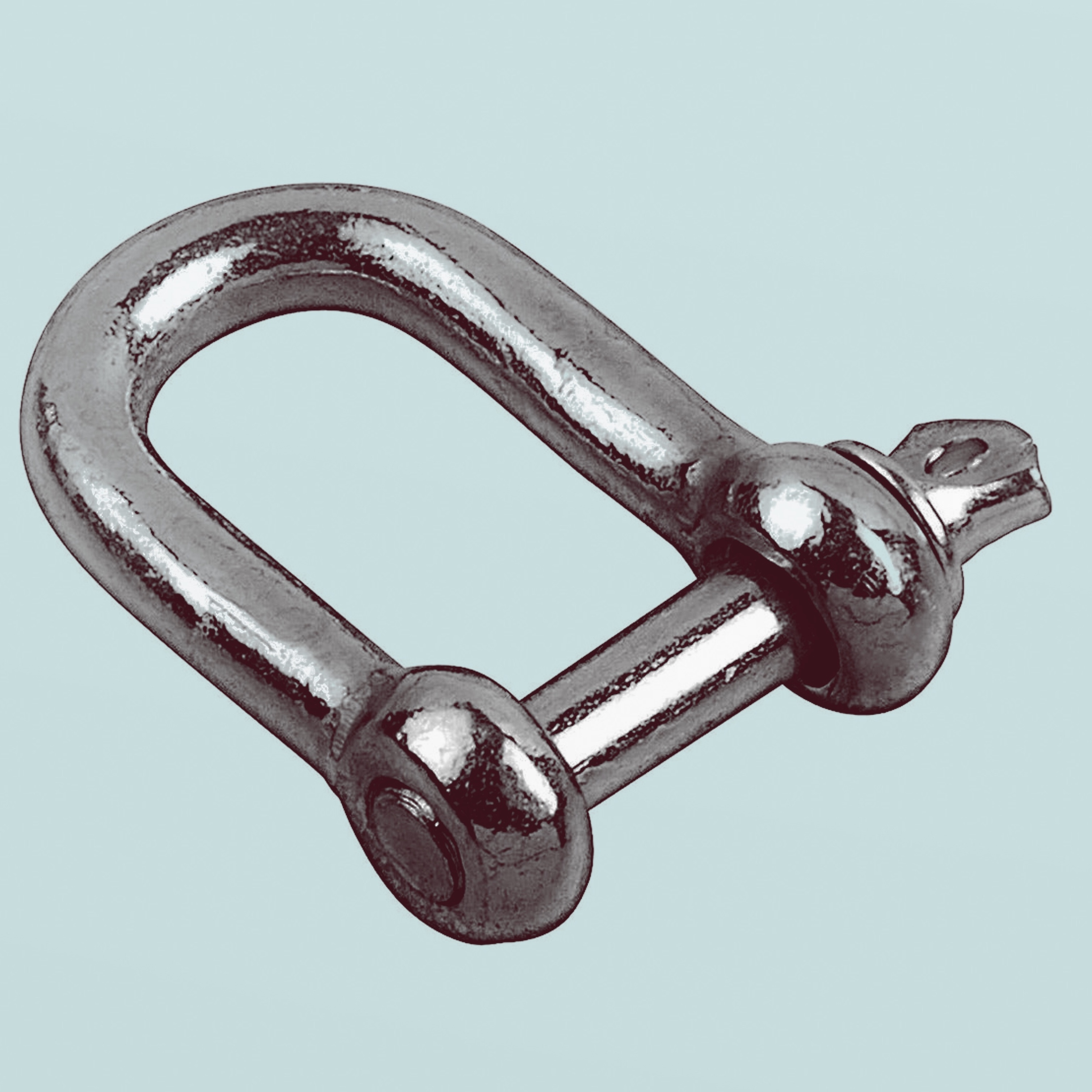
Grillo a D

### Grillo a D
Conosciuti anche come grillo dritto, i grilli a D sono grilli stretti a forma di maglia di catena, di solito con un perno o una chiusura a perno filettato. I grilli a D sono molto comuni e la maggior parte degli altri tipi di grilli sono di fatto una variante di questo tipo. L'anello può sopportare carichi elevati, ma principalmente in linea, mentre i carichi laterali o perpendicolari lo possono torcere o piegare.

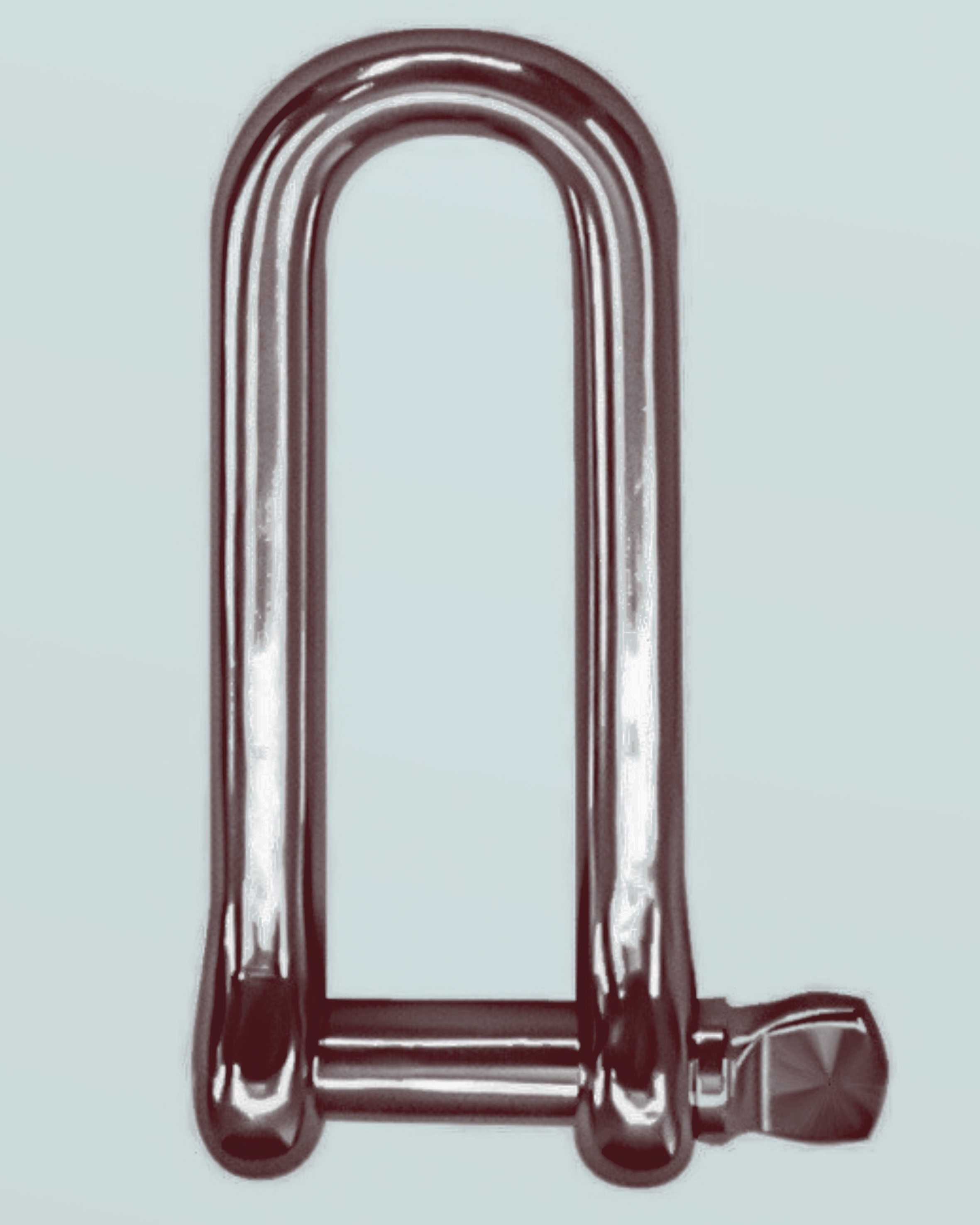
Grillo lungo

### Grillo lungo
Di fatto è solo una versione allungata del tipo "a D". Indicato principalmente per uso nautico.

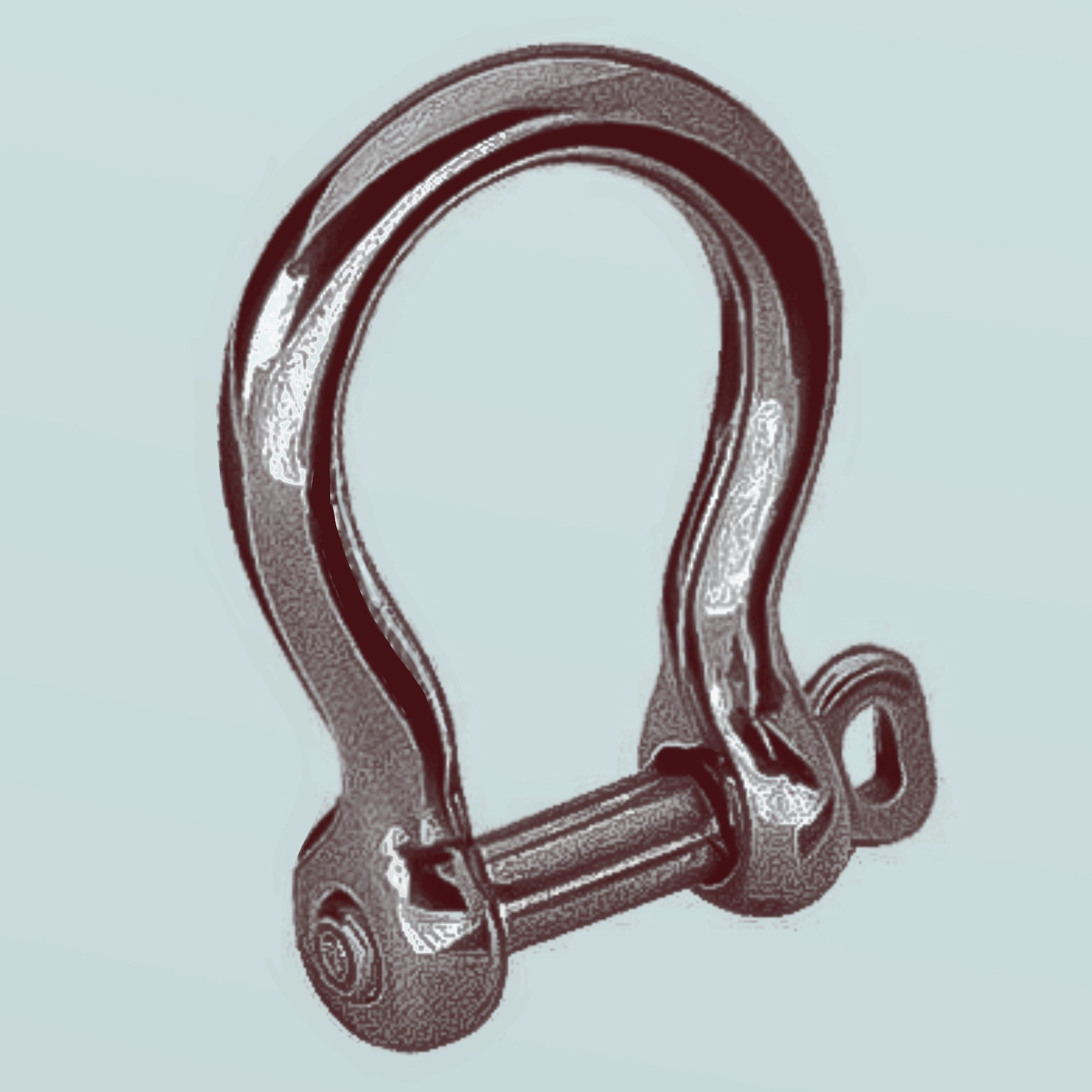
Grillo a lira

### Grillo a omega
Con una forma a "O" che si allarga nella parte alta della staffa, questo grillo può sopportare carichi da molte direzioni senza sviluppare un eccesso di  carico laterale. Tuttavia, la forma più grande dell'anello riduce la sua forza complessiva. Questo è chiamato anche grillo a cuore o a lira.

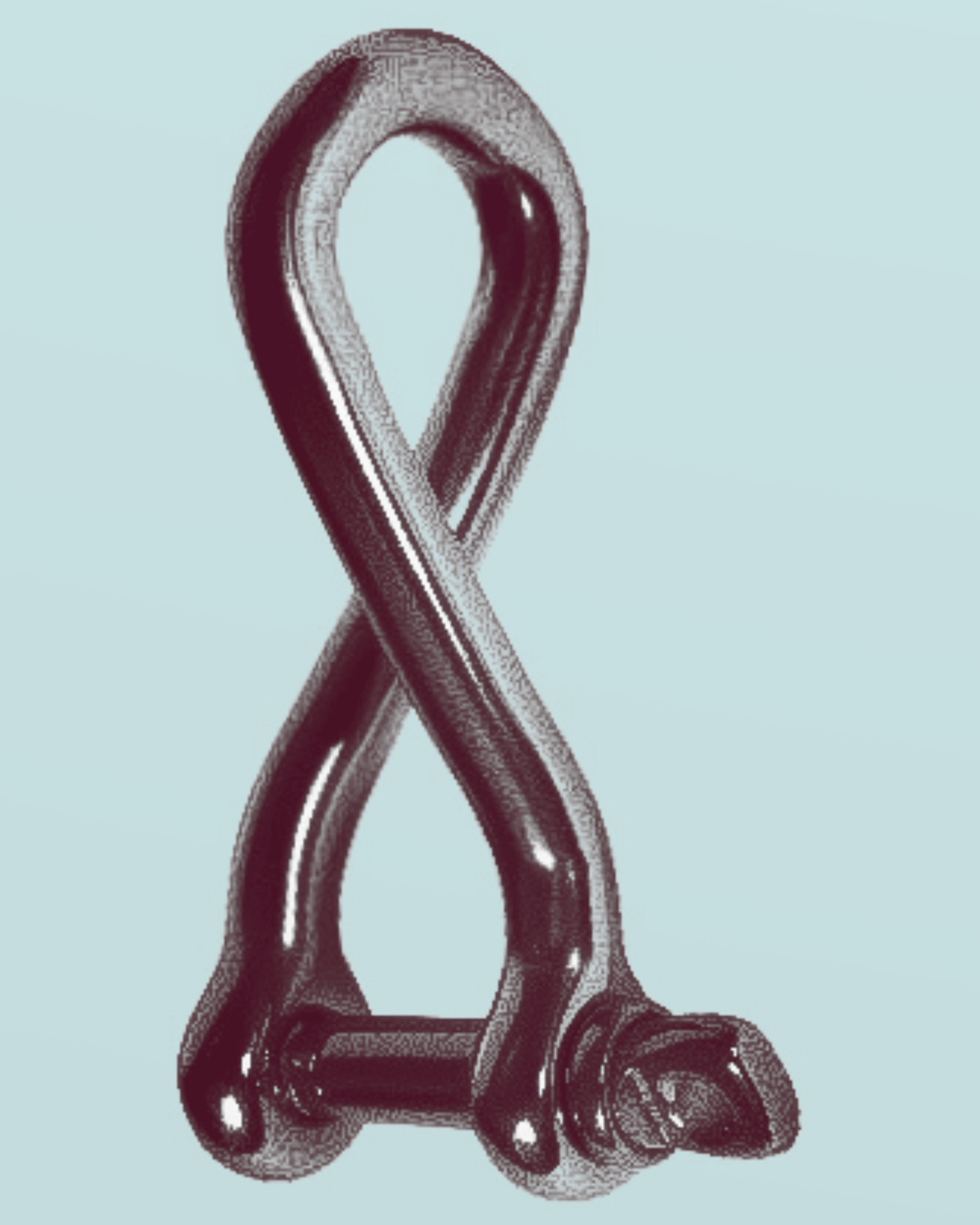
Grillo torto

### Grillo torto
Questo tipo è di solito un po' 'più lungo della media e presenta una torsione di 90° dell'anello, cosicché la parte superiore dell'anello è perpendicolare al perno. Ha una maggiore resistenza alle sollecitazioni di torsione rispetto ai tipi precedenti.

### Grillo in tessile
A differenza dei precedenti non è realizzato in metallo. I grilli tessili sono realizzati in treccia cava ad alto modulo polietilene (tipo Spectra o Dyneema).
Si compongono di una fune con un occhiello scorrevole ad un'estremità. L'altro capo viene passato nell'occhiello e viene fermato con un nodo d'arresto. Questi grilli sono, con lo stesso diametro, più resistenti dell'acciaio e dieci volte più leggeri.

## Impiego
Il tipo e la misura da utilizzare vengono decisi valutando:
- Il peso da sollevare.
- L'angolo fra il tiro e la verticale.
- Il baricentro del carico.
- La forma e le dimensioni dei componenti cui vanno collegati.
- I fattori ambientali di contorno (temperatura, agenti di corrosione ecc.).
Il tipo a omega è usato per collegare due tiranti al gancio (di una gru o simili) o comunque per sollecitazioni laterali, con il perno sul gancio e la staffa in basso a contenere le asole dei tiranti. L’angolo massimo ammesso fra i tiranti è 120°.
Se il grillo venisse posto sottosopra con la staffa sul gancio ed un tirante unico a canestro sulla staffa il carico risulterebbe estremamente instabile, e a causa di movimenti del tirante il perno potrebbe svitarsi. I tipi dritti vengono usati invece quando la sollecitazione avviene lungo l'asse della staffa. Il tipo torto viene invece dedicato agli impieghi sottoposti a torsione. Uno degli usi di questo grillo include l'attacco bozzello della drizza del fiocco all'albero, o al fiocco stesso, per ridurre la torsione sul bordo di inferitura e consentire alla vela di impostare meglio.
Per quanto riguarda il tipo di chiusura, i grilli con perno a vite sono consigliati quando devono essere montati e smontati spesso, i grilli con perno passante con dado e copiglia sono consigliati quando lo smontaggio è previsto solo eccezionalmente (cone nelle strallature, nei bilancini di sollevamento, ecc.) o nelle applicazioni soggette a vibrazioni o urti che potrebbero svitare il perno a vite.